# Проект 1153 «Орёл»
Проект 1153 шифр «Орёл» — советская программа по разработке «большого крейсера с авиационным вооружением» водоизмещением около 70 тысяч тонн с ядерной силовой установкой, начатая в 1976 году в Невском ПКБ на базе нереализованного проекта 1160. Главным конструктором был В. Ф. Аникиев.
В том же 1976 году, после смерти Министра обороны СССР Маршала Советского Союза А. А. Гречко и Министра судостроительной промышленности СССР Б. Е. Бутомы, являвшихся влиятельными сторонниками создания авианосцев, по настоянию Д. Ф. Устинова проект был свёрнут в пользу продолжения строительства ТАВКРов — вместо головного «Орла» был построен ТАВКР 1143М (1143.4) «Адмирал Флота Советского Союза Горшков».

## Конструкция
Проект 1153 — авианесущий корабль, способный нести до 50 самолётов типов МиГ-23К, Су-25К и Су-27К с возможностью запуска с паровых стартовых катапульт, разработанных на Пролетарском заводе. Тренировочный комплекс с имитатором паровой катапульты был построен в Крыму на аэродроме Саки.
По сравнению с проектом 1160 предусматривалось меньшее на 10000 тонн водоизмещение, уменьшение авиагруппы, строительство двух кораблей вместо трёх. Кроме авиагруппы, корабли должны были нести по 20 подпалубных пусковых установок противокорабельного ракетного комплекса П-700 «Гранит». Ухудшение характеристик по сравнению с проектом 1160 было связано с тратой части бюджета на строительство третьего ТАВКР — проекта 1143.3 «Новороссийск». Корабли проекта 1153 должны были войти в строй к 1985 году.

## Авиагруппа
Авиагруппа крейсера должна была включать 50 летательных аппаратов. Изначально планировалось оснастить корабль лёгкими истребителями МиГ-23К и штурмовиками Су-25К. В дальнейшем их предполагалось заменить на истребители Су-27КИ и штурмовики Су-27КШ, по мере прогресса в ходе их разработки.